# اندی تیمونز
اندی تیمونز (انگلیسی: Andy Timmons; ۲۶ ژوئیهٔ ۱۹۶۳) موسیقی‌دان اهل ایالات متحده آمریکا است.